# Усатая акула-нянька
Уса́тая аку́ла-ня́нька, или акула-нянька, или усатая акула, или атлантическая акула-нянька, или уса́тая ковро́вая аку́ла (лат. Ginglymostoma cirratum), — единственный представитель рода усатых акул-нянек (Ginglymostoma) семейства акул-нянек отряда воббегонгообразных. Обитает в Атлантическом океане и в восточной части Тихого океана на глубине до 130 м. Размножается яйцеживорождением. Максимальная зарегистрированная длина 430 см. Рацион состоит из донных беспозвоночных. Представляет незначительный интерес для коммерческого рыбного промысла.

## Таксономия
Впервые вид был описан в 1788 году как лат. Squalus cirratus. Лектотип представляет собой самку длиной 45,8 см.
На основании морфологического сходства усатых акул-нянек считают близкородственным видом с акулами-небриями, оба вида помещают в кладу, в которую входят также Pseudoginglymostoma brevicaudatum, китовая акула и зебровая акула.

### Этимология названия
Научное название рода лат. Ginglymostoma, равно как и семейства Ginglymostomatidae, происходит от др.-греч. γίγγλυμος — «петля», «шарнир» и др.-греч. στόμα — «рот». Видовое название происходит от лат. cirrus — «бахрома», «локон», «усик», «завиток».
Англоязычное название семейства акул-нянек nurse shark, очевидно, представляет собой искажение более старого слова «nusse», относившегося к так называемым кошачьим акулам из семейства Scyliorhinidae. Происхождение англоязычного названия до сих пор остаётся неясным, однако, этот вопрос часто становится объектом этимологических исследований. В книге «The Natural History of Sharks» дано следующее объяснение:

Вероятно, исследователи прошлого, наблюдавшие за родами акул, считали, что раз акулы не откладывают яйца, а рожают живых детёнышей, то они будут их выкармливать. Возможно, название произошло от старинного поверья, будто, с целью защиты акулы прячут детёнышей во ртуОригинальный текст (англ.)"Possibly, some bygone observer watched a shark giving birth to live young and thought the shark was giving nurse. Possibly the use of the word sprang from the old notion that a shark would protect its young by taking them into its mouth."— «The Natural History of Sharks»
Первая гипотеза выглядит более правдоподобной, нежели вторая. Акулы-няньки действительно размножаются яйцеживорождением, тогда как вынашивание икринок во рту, характерное для некоторых видов цихлид, у акул не встречается.
Оксфордский словарь английского языка предлагает следующую версию: в средние века звук «n» в предлоге «an» часто сливался с первым звуком следующего слова, если оно начиналось на гласную букву. Катранов и прочих акул долгое время называли «nuss», «nusse» и «nurse». «An nusse» звучало как «anusse» и постепенно превратилось в nurse. Авторы проиллюстрировали эту версию цитатами из книг по естественной истории, изданных в XVI–XVII вв., в которых обыкновенных катранов называли «nuse» и «nurse-fish». Натуралисты, во время своих путешествий столкнувшиеся с неизвестными ранее видами животных, старались описывать их известными терминами. Так появились «австралийский лосось» и «майна», которые не имеют близкой связи со своими аналогами из противоположного полушария. Аналогично и просторечное название лат. Ginglymostoma cirratum могло быть заимствовано из староанглийского языка и применено к новому виду спустя несколько столетий.

## Ареал
Усатые акулы-няньки обитают в Атлантическом океане и в восточной части Тихого океана. Они встречаются в тропических и субтропических водах на континентальном и островном шельфе. Их часто можно обнаружить на мелководье не глубже 1 м, хотя иногда они заплывают на глубину до 130 м. Эти акулы — частые обитатели рифов, каналов, соединяющих мангровые болота, и песчаных отмелей. В западной Атлантике они распространены от Род-Айленда до юга Бразилии, в восточной Атлантике от Камеруна до Габона, изредка попадаются в водах Франции, в восточной части Тихого океана от юга Нижней Калифорнии до Перу, а также в прибрежных водах островов Карибского бассейна.

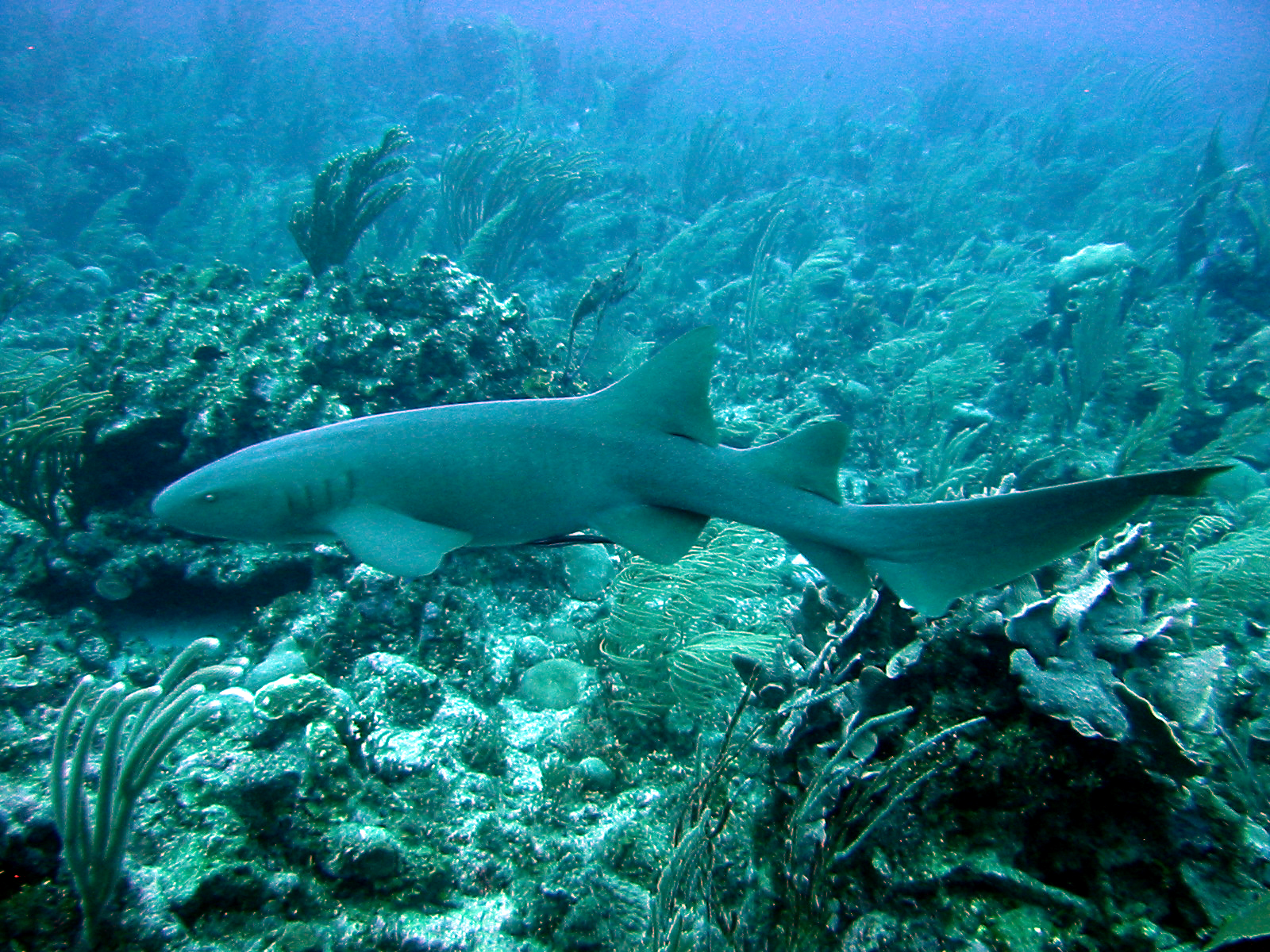
Усатая акула-нянька у берегов Белиза

## Описание
При взгляде сверху или сбоку голова у молодых акул имеет вид широкой дуги, а у взрослых — изогнута в виде буквы «U». Рыло в профиль клиновидное, короткое, ширина рта в 2,3—2,6 раз превышает предротовое расстояние. Глаза маленькие, их длина составляет не более 1 % от длины тела, они расположены на голове дорсолатерально. Под глазами имеются выступающие глазные гребни. Нижний край глаз находится на уровне верхнего края жаберных щелей. Жаберные щели расположены на голове дорсолатерально и почти не видны снизу. Ноздри находятся на кончике рыла. Имеются тонкие и вытянутые назальные усики в виде конуса, длина которых не превышает 1 % длины тела. Они доходят до рта. Нижняя губа, разделенная вырезами на три лопасти, соединяется со ртом посредством нижних губных бороздок. Расстояние между нижними губными бороздками в 1,5 раза больше их длины. Зубы не перекрывают друг друга. Каждый зуб оснащён высоким остриём и несколькими латеральными зубцами, количество которых колеблется от 2 до 6.

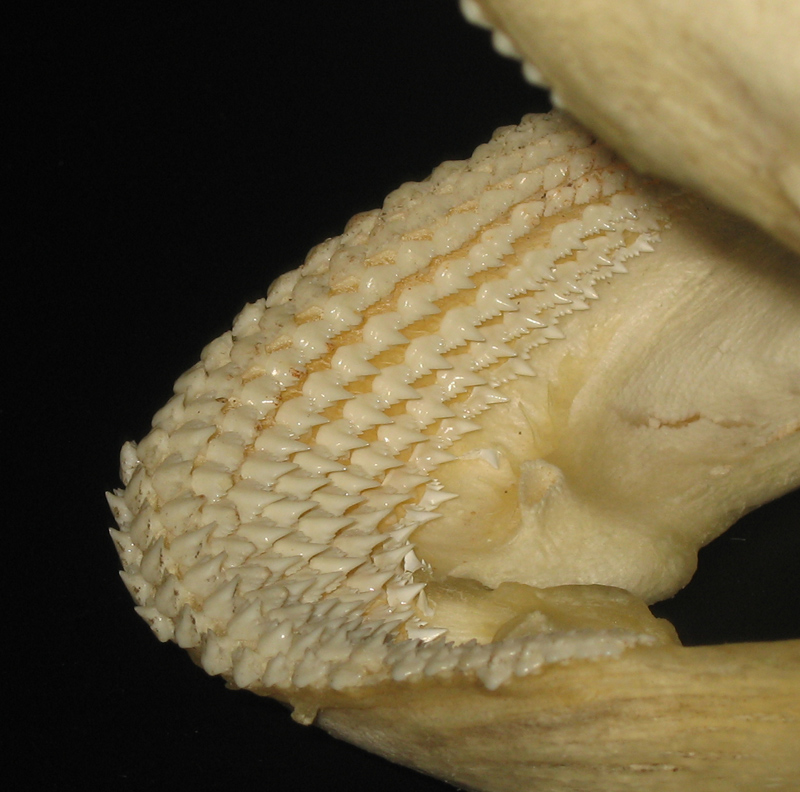
Зубы усатой акулы-няньки

Тело взрослых акул покрыто крупными плакоидными чешуями в форме ромбов. У молодых акул грудные плавники широкие и узко закруглены. У взрослых они имеют серповидную форму. Их основания начинаются на уровне третьей пары жаберных щелей. Брюшные плавники молодых акул закруглены, а взрослых — притуплены. Анальный плавник существенно меньше второго спинного плавника, его апекс закруглён. Начало основания анального плавника находится на уровне средней точки основания второго спинного плавника. Хвостовой плавник асимметричный, длина дорсального края составляет свыше 25 % длины тела. У молодых акул нижняя доля отсутствует, а у взрослых она развита слабо. У края верхней лопасти имеется вентральная выемка. Общее количество позвонков составляет 168—175. Количество оборотов кишечного клапана 16—17. Окраска однотонного жёлто-коричневого или серо-коричневого цвета. Тело молодых акул покрыто маленькими тёмными пятнышками со светлой окантовкой. Максимальная зарегистрированная длина 4,3 м, но обычно она не превышает 2,5—3 метров.

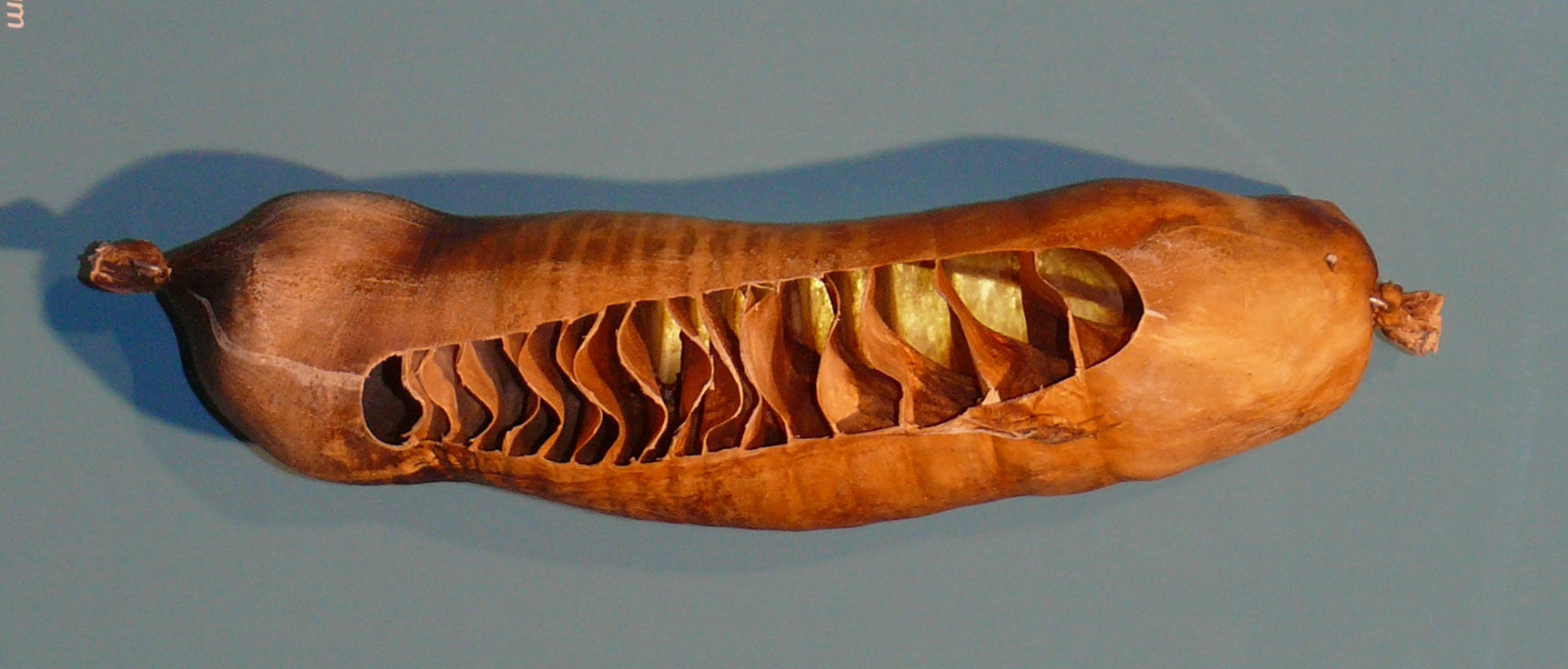
Спиральный клапан усатой акулы-няньки

Череп Ginglymostoma cirratum

## Биология

### Поведение и рацион
Усатые акулы-няньки ведут ночной образ жизни. Днём они собираются в стаи до 40 особей и отдыхают на песчаном дне, в пещерах или расщелинах скалистых и коралловых рифов на мелководье. Акулы лежат близко друг к другу или даже друг на друге. Предварительные исследования показали, что они отдают предпочтение какому-то определённому единожды выбранному укрытию и ежедневно после ночной охоты возвращаются в одну и ту же пещеру или расщелину. Они плавают со скоростью от 31 до 78 см/сек (скорость была измерена путём наблюдения в неволе за особью длиной 250 см). Кроме того, усатые акулы способны ползать по дну с помощью гибких и мускулистых грудных плавников. Акулы, помеченные традиционным и акустическим способом, демонстрировали минимальное либо полное отсутствие локальных перемещений.
Взрослые акулы мобильнее молодых. Эти данные дают основание предположить, что группы усатых акул-нянек имеют локальную привязку и могут быть полностью уничтожены в случае интенсивного вылова. Исторически в определённых местах в тропиках северо-западной Атлантики и у побережья западной Африки эти акулы встречались часто и даже в большом количестве.
Медлительные и малоактивные усатые акулы-няньки питаются донными беспозвоночными, такими как крабы, осьминоги, морские ежи, моллюски а также мелкой рыбой, например, сельдями, ариевыми, кефалью, рыбами-попугаями, рыбами-хирургами, иглобрюхами и хвостоколами. Иногда в их желудках находят водоросли, которые, по-видимому, были всосаны в процессе охоты на другую добычу. Маленький рот и помпообразная глотка усатых акул-нянек позволяет им засасывать пищу с большой силой. Благодаря всасывающему механизму и ночному образу жизни эти акулы могут охотиться на небольших активных и маневренных рыб, которые в дневное время легко ускользнули бы от преследования. Когда усатые акулы-няньки имеют дело с брюхоногими моллюсками, они переворачивают добычу и высасывают её из раковины. Иногда молодые акулы застывают на дне с приподнятой головой, опершись на грудные плавники. Возможно, таким способом они имитируют укрытие для крабов и небольших рыб, на которых они нападают из засады и поедают. Усатые акулы-няньки, которых в неволе кормят кусками рыбы, кружат у дна, ощупывая грунт усиками; обнаружив пищу и проплыв над ней, они осаживают назад и быстро засасывают её. Эти акулы способны ощупывать усиками и вертикальные поверхности.

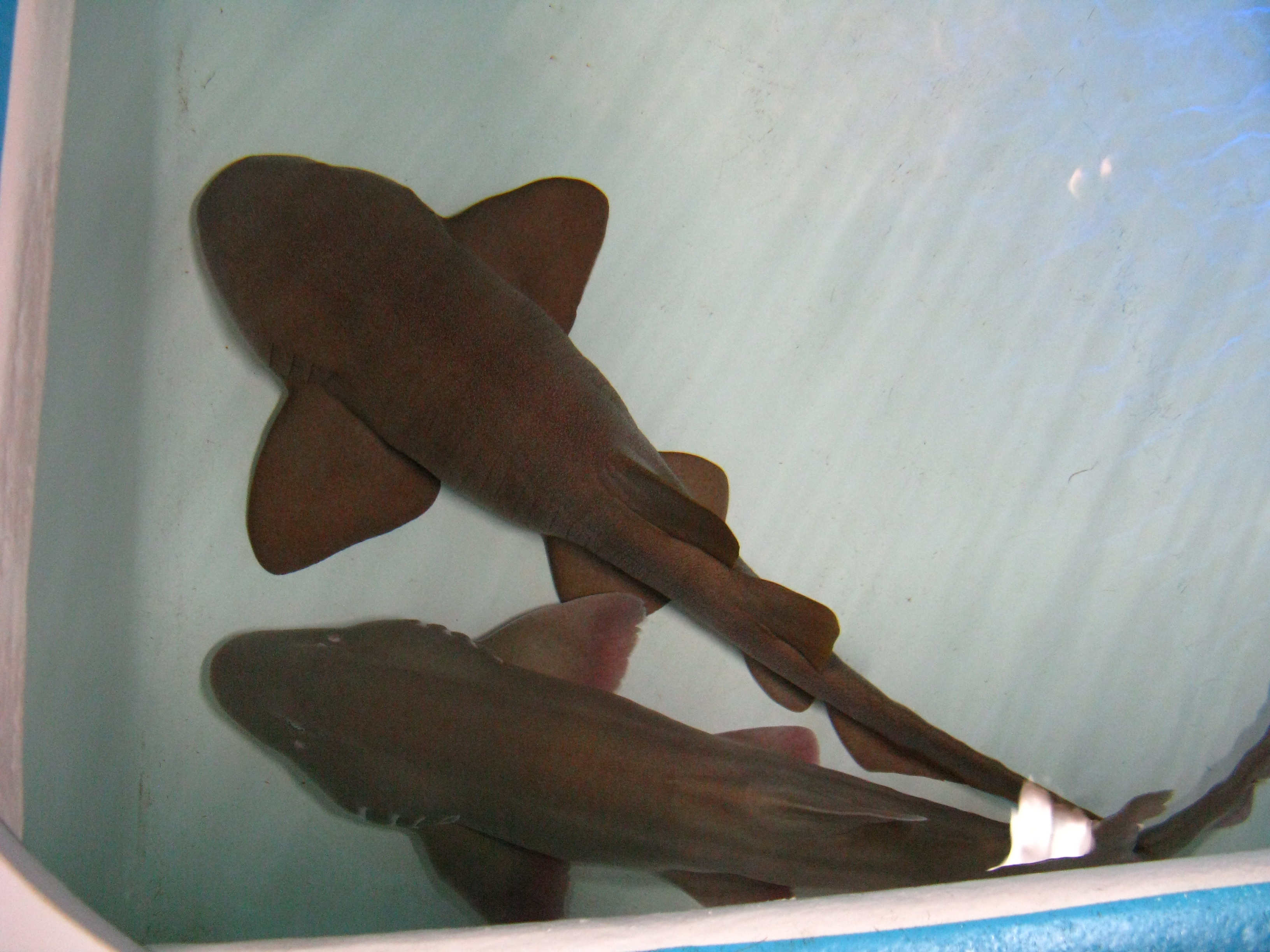
Усатая акула-нянька (вид сверху)

### Размножение и жизненный цикл
Процесс ухаживания и совокупления усатых акул-нянек был детально изучен в неволе и на свободе. Он представляет собой довольно сложную процедуру. В неволе пара или тройка взрослых акул принимается синхронно плавать параллельно друг другу, при этом самец плывет на уровне или чуть позади и ниже самки, почти соприкасаясь с ней боком. Совершив несколько кругов, пара может лечь отдыхать на дне. В ходе параллельного плавания самец иногда хватает ртом грудной плавник самки, чем заставляет её повернуться на 90° и опрокинуться на дно на спину. Затем он подталкивает её так, чтобы она оказалась в параллельной позиции, заплывает сверху, вставляет свой птеригоподий в её клоаку, переворачивается на спину и остаётся лежать без движения. На основании наблюдений за усатыми акулами-няньками на свободе в архипелаге Драй-Тортуга, Флорида, исследователи разделили процесс ухаживания усатых акул-нянек на пять этапов:
1. Предварительная фаза, в ходе которой самец или группа самцов приближается к самке, отдыхающей на дне или плавающей, в последнем случае они присоединяются к ней и начинают следовать параллельно. Затем они занимают позицию рядом так, чтобы их головы оказались на уровне её грудных плавников.
2. Стыковка. Самец хватает грудной плавник самки, случается, что два самца хватают самку за оба грудных плавника, а остальные самцы продолжают кружить поблизости.
3. Позиционирование. Самец переворачивают самку на спину, а сам выпрямляет хвост и брюшные плавники перед совокуплением.
4. Совокупление. Самец спаривается с самкой, вставляя свой птеригоподий в её клоаку и продолжая удерживать её за грудной плавник. Какой из птеригоподиев, правый или левый, будет использован, зависит от того, за который из грудных плавников он её держит. Правый птеригоподий соответствует правому плавнику, левый — левому.
5. Посткопулятивная фаза. Самец вынимает птеригоподий, отпускает грудной плавник самки и уплывает, либо ложится рядом с самкой брюхом на дно. В более 50 % наблюдаемых брачных ритуалов участвовал не один, а несколько самцов, при этом происходило несколько совокуплений подряд[14].

Усатые акулы-няньки размножаются яйцеживорождением. У берегов Флориды новорожденные появляются на свет поздней весной или летом. В помёте 20—30 детёнышей длиной 27—30 см. Беременность длится 5—6 месяцев, самки приносят потомство каждые два года. В качестве естественных питомников они используют мелководье, заросшее талассией, или покрытое коралловыми рифами. Усатые акулы-няньки растут медленно, помеченный молодняк длиной около 126 см демонстрировал на свободе ежегодный прирост 13 см. Самцы и самки достигают половой зрелости в возрасте 10—15 лет и 15—20 лет при длине 210 см и 230 см соответственно.

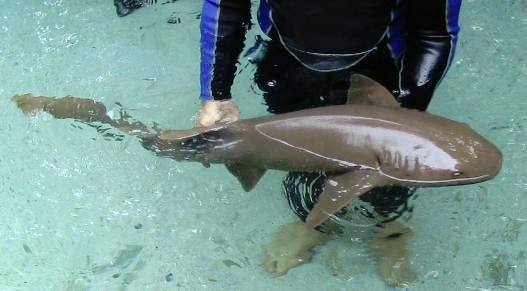
В целом усатые акулы-няньки не представляют опасности для человека

## Взаимодействие с человеком
Как правило, усатые акулы-няньки безопасны для человека. Малоподвижный образ жизни и мелкие зубы делают их привлекательными для экотуризма. В Карибском море у берегов Флориды дайверы часто сталкиваются с ними под водой. Как правило, эти акулы не пытаются защититься и, будучи потревоженными, просто уплывают прочь. Однако зарегистрировано несколько случаев нападений, спровоцированных самими купальщиками. Однажды крупная усатая акула-нянька схватила зубами дайвера поперёк груди, а потом, вероятно, попыталась «обнять» его тело грудными плавниками. Возможно этот инцидент был следствием ошибочного брачного поведения, к сожалению, пол акулы остался неизвестен. Обычно усатые акулы-няньки кусают людей, когда те пытаются прокатиться на них верхом, хватают их, бьют острогой или случайно наступают на них, переходя воду вброд. Молодые акулы чаще разворачиваются и кусаются, чем взрослые, которые более склонны к бегству. Несмотря на маленькие зубы, мощные челюсти усатых акул-нянек действуют подобно тискам и способны нанести травму.
Усатые акулы-няньки очень живучи, они малочувствительны к температурным колебаниям и количеству растворённого в воде кислорода, поэтому их легко содержать в неволе. Если ловят молодых акул, они достигают в аквариумах зрелости и вырастают до полноценного размера. В неволе они могут прожить 24—25 лет. Молодые особи поддаются дрессировке, можно приучить их получать корм у поверхности воды. Усатых акул-нянек часто используют при исследованиях поведения и физиологии в условиях неволи, они являются превосходными образцами благодаря живучести и способности обучаться.
Усатые акулы-няньки не являются объектом целевого рыболовного промысла, однако их часто ловят местные рыбаки. Чрезвычайно ценится крепкая шкура этих акул, из которой выделывают кожу высокого качества. Мясо употребляют в пищу в свежем и солёном виде, производят рыбную муку. Из печени получают жир. На юге Бразилии считают, что отолиты этих акул служат диуретиком. Усатых акул-нянек ловят с помощью ярусов, жаберных сетей, ставных донных сетей и донных тралов, а также бьют острогой. Иногда они становятся объектом подводной охоты, однако их крепкая шкура делает их трудной добычей, а дайвер рискует быть покусанным. На Малых Антильских островах рыбаки считают усатых акул-нянек досадной помехой, поскольку они опустошают рыбные ловушки.
Данных для оценки Международным союзом охраны природы статуса сохранности вида недостаточно, однако учёные высказывают предположение, что медленный рост и интенсивный вылов акул, особенно для использования в аквариумах, негативно сказываются на популяции, и предлагают запретить его в природных питомниках весной и летом, когда на свет появляются новорожденные усатые акулы-няньки.